# 3DO (기업)
3DO는 비디오 게임기와 게임 개발사였다. 1991년 SMSG라는 이름으로 일렉트로닉 아츠에서 출자하여 설립하였다. 3DO는 2003년에 파산하였으며, 자회사 뉴월드 컴퓨팅(New World Computing)도 이때 공중분해되었다. 3DO는 《히어로즈 오브 마이트 앤 매직》 시리즈, 《마이트 앤 매직》 시리즈, 《하이히트 베이스볼》 시리즈를 제작한 기업으로 알려져 있다. 현재 히어로즈 오브 마이트 앤 매직 시리즈와 마이트 앤 매직 시리즈의 판권은 유비소프트에 있다.

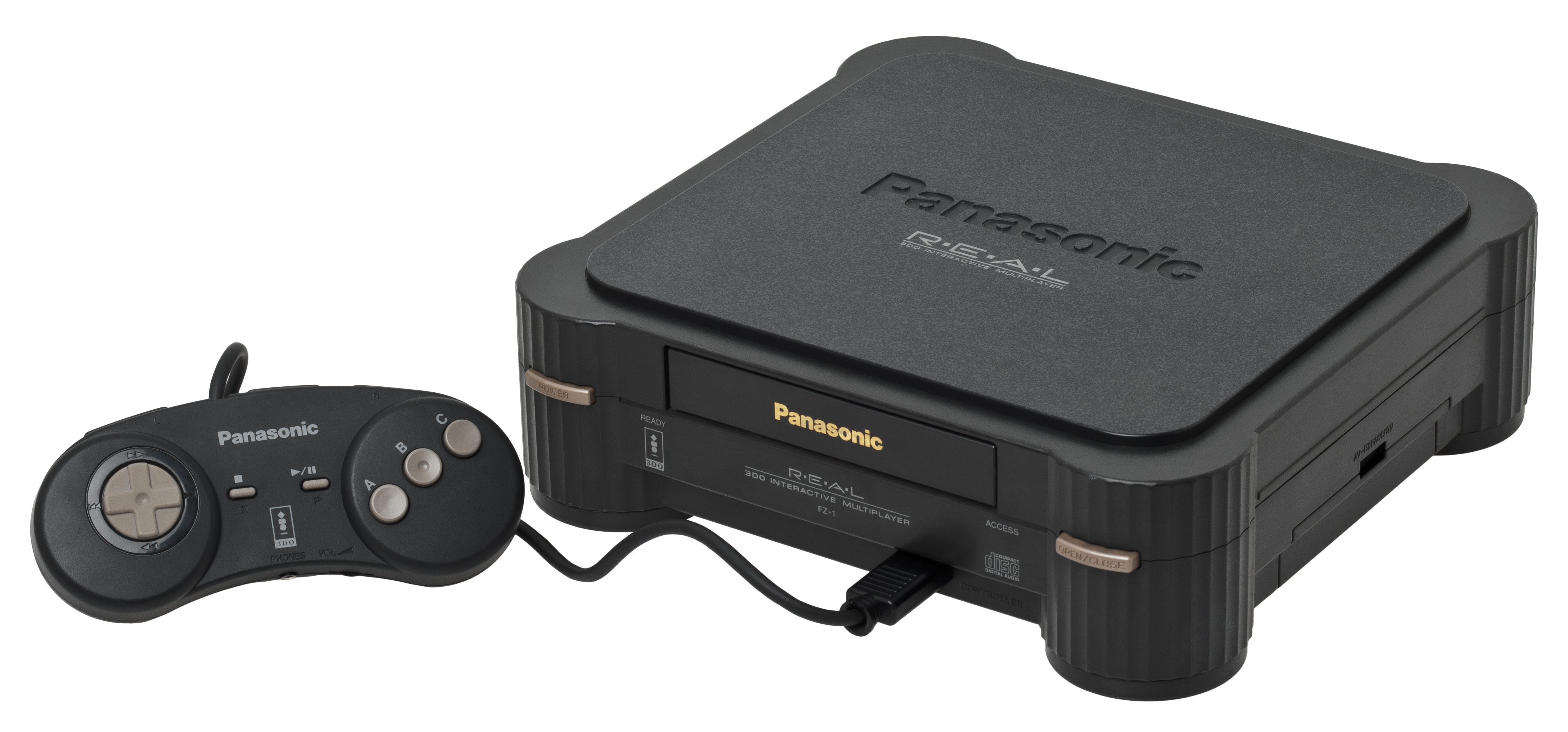
3DO 게임기